# Leucoloma albocinctum
Leucoloma albocinctum är en bladmossart som beskrevs av Ferdinand François Gabriel Renauld och Cardot in Renauld 1891. Leucoloma albocinctum ingår i släktet Leucoloma och familjen Dicranaceae. Inga underarter finns listade i Catalogue of Life.